# Medaillewinnaars WK Kunstschaatsen junioren paren
De Wereldkampioenschappen kunstschaatsen junioren zijn samen een jaarlijks terugkerend evenement dat georganiseerd wordt door de Internationale Schaatsunie (ISU).
Medailles zijn er te verdienen in de categorieën: jongens individueel, meisjes individueel, paarrijden en ijsdansen. Dit artikel geeft het overzicht van de top drie bij de paren.

## Kampioenen
De 45  wereldtitels werden door 34 paren uit negen landen behaald. De Sovjet-Unie bracht zeven paren voort die tezamen twaalf titels veroverden. Uit Rusland legden elf paren beslag op twaalf titels. China (3 paren/7 titels), Verenigde Staten (5/5), Canada (3/3), Oekraïne (2/3) en Australië, Oost-Duitsland en Tsjechië (1/1) zijn de andere landen.
Twee paren wonnen drie wereldtitels. Het Sovjetpaar Natalia Krestianinova / Alexi Torchinski deed dit in 1990, 1991 en 1992. Het Chinese paar Sui Wenjing / Han Cong deed dit in 2010, 2011 en 2012. Zeven paren wisten tweemaal de wereldtitel te veroveren.
Het paar dat in 1988 de wereldtitel veroverde, de Amerikanen Kristi Yamaguchi / Rudy Galindo, wonnen respectievelijk in 1988 en 1987 solo de juniorenwereldtitel.
Drie paren werden wereldkampioen bij zowel de junioren als de senioren. Het Canadese paar Barbara Underhill / Paul Martini werden dit bij de junioren in 1978 en bij de senioren in 1984. Het Sovjetpaar Jekaterina Gordejeva / Sergej Grinkov werden wereldkampioen in 1985 bij de junioren en vier keer bij de senioren (1986, 1987, 1989 en 1990). Het Chinese paar Sui Wenjing / Han Cong (2010, 2011, 2012 + 2017) completeert het drietal.
In 1984 werd Ingo Steuer wereldkampioen bij de junioren met Manuela Landgraf, in 1997 met Mandy Wötzel bij de senioren. In 1994 en 1995 werden Maria Petrova / Anton Sikharulidze als paar wereldkampioene bij de junioren. Sikharulidze werd in 1998 en 1999 wereldkampioen bij de senioren met Yelena Berezhnaya. Petrova werd in 2000 wereldkampioen bij de senioren met Aleksej Tichonov. In 2000 werd Aliona Savchenko wereldkampioen bij de junioren met Stanislav Morozov. In 2008, 2009, 2011, 2012 en 2014 werd ze wereldkampioen bij de senioren met Robin Szolkowy. Maksim Trankov werd wereldkampioen in 2005 met Maria Moechortova bij de junioren, in 2013 wereldkampioen bij de senioren met Tatjana Volosozjar.

## Medaillewinnaars
Een paar stond vier keer op het erepodium bij het WK kunstschaatsen voor junioren. Het Russische paar Victoria Maxiuta / Vladislav Zhovnirski werd wereldkampioen in 1996 en werden in 1997, 1998 en 1999 drie jaar achtereen derde. Hun landgenote Maria Petrova stond ook vier keer op het podium, zij deed dit met twee partners. In 1993 (2e), 1994 en 1995 (beide keren 1e) stond ze er met Anton Sikharulidze en in 1997 (2e) met Teimuraz Pouline. Naast Krestianinova / Torchinski, Sui / Han en Petrova / Sikharulidze stonden nog zes paren drie keer op het erepodium.
| Jaar | Locatie          | Goud                                        | Zilver                                     | Brons                                       |
| ---- | ---------------- | ------------------------------------------- | ------------------------------------------ | ------------------------------------------- |
| 1976 | Megève           | Sherri Baier Robin Cowan                    | Lorene Mitchell Donald Mitchell            | Elizabeth Cain Peter Cain                   |
| 1977 | Megève           | Josée France Paul Mills                     | Elga Balk Gavin MacPherson                 | -                                           |
| 1978 | Megève           | Barbara Underhill Paul Martini              | Jana Blahová Ludek Feno                    | Beth Flora Ken Flora                        |
| 1979 | Augsburg         | Veronika Pershina Marat Akbarov             | Larisa Seleznova Oleg Makarov              | Lori Baier Lloyd Eisler                     |
| 1980 | Megève           | Larisa Seleznova Oleg Makarov               | Marina Nikitiuk Rashid Kadyrkaev           | Kathia Dubec Xavier Douillard               |
| 1981 | London           | Larisa Seleznova Oleg Makarov               | Lori Baier Lloyd Eisler                    | Marina Nikitiuk Rashid Kadyrkaev            |
| 1982 | Oberstdorf       | Marina Avstriskaia Yuri Kvashnin            | Inna Bekker Sergei Likhanski               | Babette Preussler Torsten Ohlow             |
| 1983 | Sarajevo         | Marina Avstriskaia Yuri Kvashnin            | Peggy Seidel Ralf Seifert                  | Inna Bekker Sergei Likhanski                |
| 1984 | Sapporo          | Manuela Landgraf Ingo Steuer                | Susan Dungjen Jason Dungjen                | Olga Neizvestnaia Sergei Hudiakov           |
| 1985 | Colorado Springs | Jekaterina Gordejeva Sergej Grinkov         | Irina Mironenko Dmitri Shkidchenko         | Elena Gud Evgeni Koltun                     |
| 1986 | Sarajevo         | Elena Leonova Gennadi Krasnitski            | Irina Mironenko Dmitri Shkidchenko         | Ekaterina Murugova Artem Torgashev          |
| 1987 | Kitchener        | Elena Leonova Gennadi Krasnitski            | Ekaterina Murugova Artem Torgashev         | Kristi Yamaguchi Rudy Galindo               |
| 1988 | Brisbane         | Kristi Yamaguchi Rudy Galindo               | Evgenia Chernisheva Dmitri Sukhanov        | Yulia Liashenko Andrei Bushkov              |
| 1989 | Sarajevo         | Evgenia Chernisheva Dmitri Sukhanov         | Angela Caspari Marno Kreft                 | Irina Saifutdinova Aleksej Tichonov         |
| 1990 | Colorado Springs | Natalia Krestianinova Alexi Torchinski      | Svetlana Pristav Vladislav Tkachenko       | Jennifer Heurlin John Frederiksen           |
| 1991 | Boedapest        | Natalia Krestianinova Alexi Torchinski      | Svetlana Pristav Vladislav Tkachenko       | Jennifer Heurlin John Frederiksen           |
| 1992 | Hull             | Natalia Krestianinova Alexi Torchinski      | Caroline Haddad Jean-Sebastien Fecteau     | Svetlana Pristav Vladislav Tkachenko        |
| 1993 | Seoel            | Inga Korshunova Dmitry Saveliev             | Maria Petrova Anton Sikharulidze           | Isabelle Coulombe Bruno Marcotte            |
| 1994 | Colorado Springs | Maria Petrova Anton Sikharulidze            | Caroline Haddad Jean-Sebastien Fecteau     | Galina Maniachenko Evgeni Gigurski          |
| 1995 | Boedapest        | Maria Petrova Anton Sikharulidze            | Danielle Hartsell Steve Hartsell           | Evgenia Filonenko Igor Marchenko            |
| 1996 | Brisbane         | Victoria Maxiuta Vladislav Zhovnirski       | Evgenia Filonenko Igor Marchenko           | Danielle Hartsell Steve Hartsell            |
| 1997 | Seoel            | Danielle Hartsell Steve Hartsell            | Maria Petrova Teimuraz Pouline             | Victoria Maxiuta Vladislav Zhovnirski       |
| 1998 | Saint John       | Joelija Obertas Dmitry Palamarchuk          | Svetlana Nikolaeva Alexei Sokolov          | Victoria Maxiuta Vladislav Zhovnirski       |
| 1999 | Zagreb           | Joelija Obertas Dmitry Palamarchuk          | Laura Handy Paul Binnebose                 | Victoria Maxiuta Vladislav Zhovnirski       |
| 2000 | Oberstdorf       | Aliona Savchenko Stanislav Morozov          | Joelija Obertas Dmitry Palamarchuk         | Julia Shapiro Alexei Sokolov                |
| 2001 | Sofia            | Zhang Dan Zhang Hao                         | Yuko Kawaguchi Alexander Markuntsov        | Kristen Roth Michael McPherson              |
| 2002 | Oslo             | Elena Riabchuk Stanislav Zakarov            | Julia Karbovskaya Sergej Slavnov           | Ding Yang Ren Zhongfei                      |
| 2003 | Ostrava          | Zhang Dan Zhang Hao                         | Ding Yang Ren Zhongfei                     | Jennifer Don Jonathon Hunt                  |
| 2004 | Den Haag         | Natalja Sjestakova Pavel Lebedev            | Jessica Dube Bryce Davison                 | Maria Moechortova Maksim Trankov            |
| 2005 | Kitchener        | Maria Moechortova Maksim Trankov            | Jessica Dube Bryce Davison                 | Tatiana Kokoreva Egor Golovkin              |
| 2006 | Ljubljana        | Julia Vlassov Drew Meekins                  | Kendra Moyle Andy Seitz                    | Ksenia Krasilnikova Konstantin Bezmaternikh |
| 2007 | Oberstdorf       | Keauna McLaughlin Rockne Brubaker           | Vera Bazarova Joeri Larionov               | Ksenia Krasilnikova Konstantin Bezmaternikh |
| 2008 | Sofia            | Ksenia Krasilnikova Konstantin Bezmaternikh | Ljoebov Iljoesjetsjkina Nodari Maisoeradze | Dong Huibo Wu Yiming                        |
| 2009 | Sofia            | Ljoebov Iljoesjetsjkina Nodari Maisoeradze  | Anastasia Martiusheva Aleksej Rogonov      | Marissa Castelli Simon Shnapir              |
| 2010 | Den Haag         | Sui Wenjing Han Cong                        | Narumi Takahashi Mervin Tran               | Ksenia Stolbova Fjodor Klimov               |
| 2011 | Gangneung        | Sui Wenjing Han Cong                        | Ksenia Stolbova Fjodor Klimov              | Narumi Takahashi Mervin Tran                |
| 2012 | Minsk            | Sui Wenjing Han Cong                        | Yu Xiaoyu Jin Yang                         | Vasilisa Davankova Andrej Depoetat          |
| 2013 | Milaan           | Haven Denney Brandon Frazier                | Margaret Purdy Michael Marinaro            | Lina Fedorova Maksim Mirosjkin              |
| 2014 | Sofia            | Yu Xiaoyu Jin Yang                          | Jevgenia Tarasova Vladimir Morozov         | Maria Vigalova Jegor Zakroev                |
| 2015 | Tallinn          | Yu Xiaoyu Jin Yang                          | Julianne Séguin Charlie Bilodeau           | Lina Fedorova Maksim Mirosjkin              |
| 2016 | Debrecen         | Anna Dušková Martin Bidař                   | Anastasia Misjina Vladislav Mirzoev        | Jekaterina Borisova Dmitri Sopot            |
| 2017 | Taipei           | Jekaterina Aleksandrovskaja Harley Windsor  | Aleksandra Bojkova Dmitri Kozlovski        | Gao Yumeng Xie Zhong                        |
| 2018 | Sofia            | Daria Pavljoetsjenko Denis Chodykin         | Polina Kostjoekovitsj Dmitri Jalin         | Anastasia Misjina Aleksandr Galljamov       |
| 2019 | Zagreb           | Anastasia Misjina Aleksandr Galljamov       | Apollinaria Panfilova Dmitri Rylov         | Polina Kostjoekovitsj Dmitri Jalin          |
| 2020 | Tallinn          | Apollinaria Panfilova Dmitri Rylov          | Ksenia Achanteva Valeri Kolesov            | Joelia Artemeva Michail Nazarytsjev         |

## Medailleklassement per land
| #      | Land             | Goud | Zilver | Brons | Totaal |
| ------ | ---------------- | ---- | ------ | ----- | ------ |
| 1      | Rusland          | 12   | 14     | 17    | 043    |
| 2      | Sovjet-Unie      | 12   | 09     | 08    | 029    |
| 3      | China            | 07   | 02     | 03    | 012    |
| 4      | Verenigde Staten | 05   | 05     | 08    | 018    |
| 5      | Canada           | 03   | 07     | 02    | 012    |
| 6      | Oekraïne         | 03   | 02     | 02    | 007    |
| 7      | Oost-Duitsland   | 01   | 02     | 01    | 004    |
| 8      | Australië        | 01   |        | 01    | 002    |
| 9      | Tsjechië         | 01   |        |       | 001    |
| 10     | Japan            |      | 02     | 01    | 003    |
| 11     | Tsjechoslowakije |      | 01     |       | 001    |
| "      | Zuid-Afrika      |      | 01     |       | 001    |
| 13     | Frankrijk        |      |        | 01    | 001    |
| Totaal | Totaal           | 45   | 45     | 44 *  | 134    |

* in 1977 geen bronzen medaille uitgereikt
Medaillewinnaars

Jongens · 
Meisjes · 
Paren · 
IJsdansen

 Toernooi

1976 · 
1977 · 
1978 · 
1979 · 
1980 · 
1981 · 
1982 · 
1983 · 
1984 · 
1985 · 
1986 · 
1987 · 
1988 · 
1989 · 
1990 · 
1991 · 
1992 · 
1993 · 
1994 · 
1995 · 
1996 · 
1997 · 
1998 · 
1999 · 
2000 · 
2001 · 
2002 · 
2003 · 
2004 · 
2005 · 
2006 · 
2007 · 
2008 · 
2009 · 
2010 ·
2011 ·
2012 ·
2013 ·
2014 ·
2015 ·
2016 ·
2017 ·
2018 ·
2019 · 
2020

 ISU-kampioenschappen

WK kunstschaatsen · 
EK kunstschaatsen · 
Viercontinentenkampioenschap · 
Olympische Spelen